# Aronne di Aleth
Aronne di Aleth (... – Saint-Malo o Lamballe, 552) è stato un religioso francese venerato come santo.

## Biografia
Divenne eremita nella piccola isola di Cézembre, di fronte alla città di Aleth (divenuta quartiere di Saint-Servan).
L'isola di Sant'Aronne, oggi collegata al continente, è diventata la città di Saint-Malo.
Sant'Aronne fu il fondatore del monastero di Aleth. Egli fu aiutato nel suo compito da un altro monaco gallese, che lo raggiunse: Maclow o Maclovio (saint Malo), che lo scelse come padre spirituale. 
Nella città di Saint-Malo intra-muros, una cappella è a lui dedicata, costruita sullo stesso luogo ove egli sbarcò, la roccia di Saint-Aaron.
Morì verso il 552 e fu inumato nella sua abbazia. Suo successore fu Maclow (saint Malo, detto anche Maclou). Il cranio e il braccio destro di Aronne furono incassati per essere posti nella cattedrale di San Vincenzo a Saint-Malo.
La sua memoria liturgica cade il 21 giugno a Saint-Malo e il 22 giugno altrove. Un comune eponimo al personaggio si trova nella Costa di Armor vicino da Lamballe.